# Karen Bennett
Karen Bennett (Perth, 5 de fevereiro de 1989) é uma remadora britânica, medalhista olímpica.

## Carreira
Bennett competiu nos Jogos Olímpicos de 2016, no Rio de Janeiro, onde conquistou a medalha de prata com a equipe da Grã-Bretanha no oito com.